# Lang Chánh
Lang Chánh là một huyện miền núi nằm ở phía tây tỉnh Thanh Hóa, Việt Nam.

## Địa lý

### Vị trí địa lý
Huyện Lang Chánh nằm ở phía tây tỉnh Thanh Hóa, có vị trí địa lý:
- Phía đông giáp huyện Ngọc Lặc
- Phía tây giáp huyện Quan Sơn và nước Lào
- Phía nam giáp huyện Thường Xuân
- Phía bắc giáp huyện Bá Thước.

Huyện Lang Chánh có diện tích tự nhiên 585,63 km², dân số năm 2022 là 53.647 người, mật độ dân số đạt 92 người/km².
Tỉ lệ sinh là 17,3 ‰; tỉ lệ chết 4,9 ‰; tỉ suất tăng tự nhiên là 12,4 ‰ trong đó tỉ lệ phụ nữ sinh con thứ 3 là 1,32 ‰. Lang Chánh có các dân tộc: Thái (53 %), Mường (33 %), Kinh (14 %) Người dân Lang Chánh có truyền thống đoàn kết, yêu nước, cần cù lao động. Tuy nhiên trình độ văn hoá khoa học kỹ thuật còn thấp. Tỷ lệ lao động đã qua đào tạo (Từ sơ cấp trở lên) mới đạt 14% tổng số lao động.

### Địa hình
Lang Chánh có địa hình đa dạng và phức tạp với độ cao tăng dần từ 400-500 ở phía đông lên tới 700–900 m ở phía tây. Đỉnh cao nhất là núi Bù Rinh cao 1.291 m (Nơi Lê Lợi bị bao vây và Lê Lai đã liều mình cứu chúa). Độ dốc trung bình từ 20-30°, có nơi tới 40–50°. Lang Chánh có hệ đất feralit với các loại sau: Đất feralit phát triển trên đá macma base và trung tính, đất feralit phát triển trên đá macma chua, có mùn vàng đỏ trên núi, đất feralit phát triển trên đá trầm tích và biến chất. Ngoài ra còn có đất dốc tụ và đất lầy thụt, phân bố ở vùng thấp bị ngập nước. Nhờ thủy lợi hoá có thể trồng lúa.

### Khí hậu
Khí hậu của Lang Chánh nhìn chung không quá nóng, mưa nhiều, lắm sương mù (bình quân mỗi năm có tới 70-80 ngày sương mù), mùa đông lạnh và tương đối khô, biên độ nhiệt tương đối lớn. Thiên tai cần đề phòng là rét đậm, lũ, sương muối, sương giá. Khí hậu có sự khác nhau giữa phía đông và phía tây. Phía đông có tổng nhiệt độ năm là 7.500-8.000 °C, lượng mưa trung bình năm là 2.200 mm (có nơi 2.500 mm); mùa mưa kéo dài 6-7 tháng, bắt đầu từ giữa tháng tư và kết thúc vào cuối tháng mười. Hàng năm có 20–25 ngày có giá tây khô nóng.

### Tài nguyên thiên nhiên
Tài nguyên nước rất phòng phú với ba con sông lớn là: Sông Cảy, sông Sạo, sông Âm. Thác Ma Hao là thác lớn nhất của sông Cảy có tiềm năng phát triển thủy điện và du lịch sinh thái, rừng cây cung cấp nước ngọt và thực phẩm cho đồng bào các dân tộc, là con đường vận chuyển lâm sản về đồng bằng ngoài ra còn có nguồn nước ngầm phong phú.
Tài nguyên rừng Lang Chánh hiện nay có 11.632 ha rừng tự nhiên và 9.732 ha rừng trồng. Độ che phủ là 72%. Rừng Lang Chánh có nhiều loại gỗ quý như lim, lát hoa, pơ mu, dổi, vàng tâm, luồng, tre nứa và có nhiều dược liệu quý như quế, xa nhân, nấm hương, trầm hương,... cùng một số loại động vật quý hiếm: lợn rừng, khỉ v.v.
Về khoáng sản có mỏ đất sét dùng sản xuất gạch chịu lửa ở Làng En (xã Trí Nang); mỏ đồng ở xã Trí Nang; mỏ đá granit chất lượng cao, trữ lượng lớn ở rặng núi Bù Rinh. Bước đầu, các nhà khoa học xác định mỏ có diện tích khoảng 0,5 km², trữ lượng khoảng 660.000 m³. Đây là loại đá có độ bóng độ liên kết khá bền vững, có giá trị kinh tế cao. Nếu khai thác với sản lượng 100.000 m³ sản phẩm/năm, mỏ này có thể khai thác được trên 80 năm.

## Lịch sử
Sau năm 1945, bỏ cấp phủ, châu, gọi chung là huyện. Huyện Lang Chánh khi đó gồm có 11 xã: Đồng Lạc, Giao An, Hợp Phúc, Lâm Dương, Lương Chính, Tam Kỳ, Tân Lập, Trí Năng, Văn Hiến, Vinh Quang và Yên Khương.
Năm 1948, hợp nhất hai xã Lâm Dương và Tam Kỳ thành xã Lê Lai; hợp nhất hai xã Tân Lập và Hợp Phúc thành xã Tân Phúc.
Năm 1949, hợp nhất hai xã Đồng Lạc và Lương Chính thành xã Đồng Lương.
Năm 1951, hợp nhất ba xã Trí Nang, Vinh Quang và Văn Hiến thành xã Quyết Thắng.
Ngày 25 tháng 6 năm 1963, chia xã Lê Lai thành 2 xã: Lâm Phú và Tam Văn.
Ngày 13 tháng 4 năm 1966, chia xã Quyết Thắng thành 2 xã: Trí Nang và Quang Hiến.
Ngày 5 tháng 7 năm 1977, hợp nhất huyện Lang Chánh và huyện Ngọc Lặc thành huyện Lương Ngọc.
Ngày 2 tháng 10 năm 1981: 
- Chia xã Giao An thành 2 xã: Giao An và xã Giao Thiện
- Chia xã Yên Khương thành 2 xã: Yên Khương và xã Yên Thắng.

Ngày 30 tháng 8 năm 1982, lại chia tách huyện Lương Ngọc làm thành 2 huyện như cũ.
Ngày 13 tháng 4 năm 1991, thành lập thị trấn Lang Chánh (thị trấn huyện lị huyện Lang Chánh) trên cơ sở một phần diện tích và dân số của các xã Quang Hiến và Đồng Lương.
Ngày 1 tháng 12 năm 2019, sáp nhập xã Quang Hiến vào thị trấn Lang Chánh.
Từ đó, huyện Lang Chánh có 1 thị trấn và 9 xã, giữ ổn định cho đến nay.

## Hành chính
Huyện Lang Chánh có 10 đơn vị hành chính cấp xã trực thuộc, bao gồm thị trấn Lang Chánh (huyện lỵ) và 9 xã: Đồng Lương, Giao An, Giao Thiện, Lâm Phú, Tam Văn, Tân Phúc, Trí Nang, Yên Khương, Yên Thắng.
| Đơn vị hành chính                                                                                              | Thị trấn Lang Chánh | Xã Đồng Lương | Xã Giao An | Xã Giao Thiện | Xã Lâm Phú | Xã Tam Văn | Xã Tân Phúc | Xã Trí Nang | Xã Yên Khương | Xã Yên Thắng |
| --- | ------------------- | ------------- | ---------- | ------------- | ---------- | ---------- | ----------- | ----------- | ------------- | ------------ |
| Diện tích (km²)                                                                                                | 26,82               | 32,03         | 40,34      | 73,54         | 62,23      | 44,32      | 44,07       | 69,18       | 97,89         | 95,22        |
| Dân số (người)                                                                                                 | 9.934               | 5.492         | 2.792      | 5.440         | 4.681      | 3.813      | 6.466       | 2.816       | 5.541         | 6.672        |
| Mật độ dân số (người/km²)                                                                                      | 370                 | 171           | 69         | 74            | 75         | 86         | 147         | 41          | 57            | 70           |
| Hành chính | 14 khu phố          | 7 làng        | 5 thôn     | 6 thôn        | 8 bản      | 6 bản      | 9 thôn      | 5 bản       | 9 bản         | 9 bản        |
| Nguồn: Phương án tổng thể sắp xếp đơn vị hành chính cấp huyện, cấp xã giai đoạn 2023 - 2025 của tỉnh Thanh Hóa |                     |               |            |               |            |            |             |             |               |              |

## Kinh tế
Quốc lộ 15 chạy qua địa bàn huyện. Lang Chánh là huyện nghèo (một trong 7 huyện nghèo của Thanh Hóa). Lang Chánh là huyện miền núi, nên còn gặp rất nhiều khó khăn.
GDP đầu người: 526 USD/người. Cơ cấu kinh tế: nông-lâm nghiệp 67%, công nghiệp 13%, dịch vụ 20%. Tỷ lệ hộ nghèo là 27%.